# Liste der Monuments historiques in Yzeure
Die Liste der Monuments historiques in Yzeure führt die Monuments historiques in der französischen Gemeinde Yzeure auf.

## Liste der Bauwerke
| Bezeichnung        | Beschreibung                       | Standort | Kennzeichnung | Schutzstatus | Datum | Bild           |
| ------------------ | ---------------------------------- | -------- | ------------- | ------------ | ----- | -------------- |
| Château de Joulet  | Schloss, erbaut im 17. Jahrhundert | (Lage)   | PA00093377    | Inscrit      | 1929  | weitere Bilder |
| Château de Panloup | Schloss, erbaut im 17. Jahrhundert | (Lage)   | PA00093378    | Inscrit      | 1947  | weitere Bilder |
| Château de Pouzeux | Schloss, erbaut im 16. Jahrhundert | (Lage)   | PA00093379    | Inscrit      | 1947  | weitere Bilder |
| Kirche St-Pierre   | Erbaut im 12. Jahrhundert          | (Lage)   | PA00093380    | Classé       | 1914  | weitere Bilder |

## Liste der Objekte

### KircheSt-Pierre
| Bezeichnung                                                    | Beschreibung                                           | Standort | Kennzeichnung | Schutzstatus | Datum | Bild           |
| -------------------------------------------------------------- | ------------------------------------------------------ | -------- | ------------- | ------------ | ----- | -------------- |
| Grabplatte für Gilles Mazurier († 1560)                        | Stein, 16. Jahrhundert                                 | (Lage)   | PM03000588    | Classé       | 1904  |                |
| Grabplatte für Jean de Lingendes († 1629)                      | Marmor, 17. Jahrhundert                                | (Lage)   | PM03000592    | Classé       | 1918  |                |
| Reliquienbüste des Evangelisten Markus                         | Holz, polychrom gefasst, 1634                          | (Lage)   | PM03001450    | Inscrit      | 1989  |                |
| Skulptur eines Geistlichen                                     | Keramik                                                | (Lage)   | PM03001453    | Inscrit      | 1989  |                |
| Bank des Kirchenvorstandes                                     | Holz, 18. Jahrhundert                                  | (Lage)   | PM03000593    | Classé       | 1918  | weitere Bilder |
| Skulptur der heiligen Agnes                                    | Stein, 15. Jahrhundert                                 | (Lage)   | PM03000595    | Classé       | 1918  |                |
| Gemälde Pape et abbesse de Bartillat                           |                                                        | (Lage)   | PM03001823    | Inscrit      | 2004  |                |
| Skulptur des Apostels Petrus (Foto in der Base Palissy)        | Holz, polychrom gefasst, 18. Jahrhundert               | (Lage)   | PM03001451    | Inscrit      | 1989  |                |
| Skulptur Kopf Nr. 2                                            | Kalkstein                                              | (Lage)   | PM03001455    | Inscrit      | 1989  |                |
| Mondsichelmadonna                                              | Holz, polychrom gefasst und vergoldet, 18. Jahrhundert | (Lage)   | PM03001458    | Inscrit      | 1989  | weitere Bilder |
| Zwei Heiligenskulpturen                                        | Stein                                                  | (Lage)   | PM03001460    | Inscrit      | 1989  |                |
| Skulptur eines Heiligen                                        | Stein, 16. Jahrhundert                                 | (Lage)   | PM03001461    | Inscrit      | 1989  |                |
| Grabplatte für Jeanne de Steuffinck (Foto in der Base Palissy) | Marmor, 16. Jahrhundert                                | (Lage)   | PM03000591    | Classé       | 1918  |                |
| Skulptur Johannes des Täufers                                  | Stein, 15. Jahrhundert                                 | (Lage)   | PM03000594    | Classé       | 1918  |                |
| Kanzel                                                         | Eichenholz, 1623                                       | (Lage)   | PM03000664    | Classé       | 1907  |                |
| Weihwasserbecken                                               | Stein, 1739                                            | (Lage)   | PM03000665    | Classé       | 1907  | weitere Bilder |
| Skulptur des Moses                                             | Kalkstein                                              | (Lage)   | PM03001456    | Inscrit      | 1989  |                |
| Antependium                                                    |                                                        | (Lage)   | PM03001457    | Inscrit      | 1989  |                |
| Glocke                                                         | Bronze, 1754 gegossen                                  | (Lage)   | PM03000589    | Classé       | 1907  |                |
| Madonna mit Kind                                               | Stein, 15. Jahrhundert                                 | (Lage)   | PM03000590    | Classé       | 1918  | weitere Bilder |
| Zwei Skulpturen: Heiliger Benedikt und eine Heilige            | Kalkstein, 17. Jahrhundert                             | (Lage)   | PM03000596    | Classé       | 1960  |                |
| Skulptur eines heiligen Diakons                                | Stein                                                  | (Lage)   | PM03001452    | Inscrit      | 1989  |                |
| Skulptur Kopf Nr. 1                                            | Gallo-römisch                                          | (Lage)   | PM03001454    | Inscrit      | 1989  |                |
| Skulptur des heiligen Rochus                                   | Holz, polychrom gefasst und vergoldet, 18. Jahrhundert | (Lage)   | PM03001459    | Inscrit      | 1989  |                |
| Kelch und Patene                                               | Silber, vergoldet, Ende des 17. Jahrhunderts           | (Lage)   | PM03001602    | Inscrit      | 2010  |                |
| Skulptur eines Mönches                                         | Gotik, 13. bis 15. Jahrhundert                         | (Lage)   | PM03001688    | Inscrit      | 1992  |                |